# Robert Grange
Robert Gordon Grange (* 6. September 1938 in Gravesend; † 23. März 2018 in Northampton) war ein britischer Schauspieler.

## Leben
Grange wurde bekannt durch seine Rollen in verschiedenen britischen Fernsehserien und Filmen, darunter seine Auftritte in der Fernsehserie Coronation Street sowie in Produktionen wie Macbeth (1970) und The Bunker (1981). Grange arbeitete hauptsächlich als Charakterdarsteller. Er starb 2018 im Alter von 79 Jahren.

## Filmografie
- 1964: Crossroads (TV-Serie)
- 1968: The Ugliest Girl in Town (TV-Serie)
- 1969: Task Force Police (Softly Softly: Task Force) (TV-Serie)
- 1969: Heritage (TV-Serie)
- 1969: ITV Playhouse (TV-Serie)
- 1970: Macbeth (TV-Serie)
- 1971: UFO (TV-Serie)
- 1971: Der Experte (The Expert) (TV-Serie)
- 1971: Up Pompeii
- 1972: Callan (TV-Serie)
- 1972: Ace of Wands (TV-Serie)
- 1972: Man at the Top (TV-Serie)
- 1973: The Flaxton Boys (TV-Serie)
- 1977: Robin’s Nest (TV-Serie)
- 1978: Miss Jones and Son (TV-Serie)
- 1978: The Cedar Tree (TV-Serie)
- 1979: House of Caradus (TV-Serie)
- 1981: Der Bunker (The Bunker) (TV-Film)
- 1981: Lady Killers (TV-Serie)
- 1982: A Kind of Loving (TV Mini-Serie)
- 1982: Young Sherlock: The Mystery of the Manor House
- 1983: Crown Court (TV-Serie)
- 1987: Drei abgebrühte Supercops (Three Kinds of Heat) (TV-Serie)
- 1989: Coronation Street (TV-Serie, 3 Folgen)